# Pergine Valsugana
Pergine Valsugana là một đô thị ở tỉnh Trento ở vùng Trentino-Alto Adige/Südtirol của Ý, tọa lạc cách 9 km về phía đông của Trento. Tại thời điểm 31 tháng 12 năm 2007, đô thị này có dân số 19.200 người và diện tích là 54,4 km².
Đô thị Pergine Valsugana có các frazioni (đơn vị trực thuộc, chủ yếu là các làng) Assizzi, Brazzaniga, Buss, Canale, Canezza, Canzolino, Casalino, Centrale, Ciré, Costa, Costasavina, Fontanabotte, Fratte, Guarda, Ischia, Madrano, Masetti, Masi Alti, Masi di Mezzo, Maso Canela, Maso Frizzi, Maso Gretter, Maso Grillo, Maso Pianezza, Maso Poper, Maso Puller, Maso Toldi, Maso Ungherle, Maso Vigabona, Nogaré, Pissol, Pozza, Riposo, Roncogno, Santa Caterina, San Cristoforo al Lago, San Vito, Serso, Susà, Valar, Valcanover, Valle, Viarago, Vigalzano, Visintainer, Zava and Zivignago
Pergine Valsugana giáp các đô thị: Baselga di Pinè, Trento, Fornace, Sant'Orsola Terme, Civezzano, Frassilongo, Vignola-Falesina, Novaledo, Levico Terme, Tenna, Vigolo Vattaro, Bosentino, Caldonazzo và Calceranica al Lago.